# Моріс Дантек
Морі́с Жорж Данте́к (фр. Maurice Georges Dantec; 13 червня 1959, Ла-Тронш, Франція — 25 червня 2016, Монреаль, Канада) — канадський письменник-фантаст французького походження.

## Біографія
Дантек народився у Франції, в місті Ла-Тронш, в родині журналіста та швачки. Ріс він здебільшого в місті Іврі-сюр-Сен поблизу Парижа. Ще в школі від познайомився з Бернаром Пуї, майбутнім автором романів у жанрі нуар, який зацікавив Дантека чорною літературою. Наприкінці 70-х, закінчивши колеж, Дантек зібрав рок-гурт під назвою «État d'urgence» (Надзвичайний стан), який був одним з перших рок-панк гуртів Франції. В 1977 році група змінила назву на «Артефакт», продовжуючи притримуватися ідеології панків. Щоб визначити звучання гурту Дантек вигадав концепцію «Hard-Muzak». Цей стиль був міксом музики в стилі індастріал та диско. Дантек перебував у гурті до його розпаду в 1981 році, працюючи спеціалістом із авторського права в рекламному бізнесі.

### Кіберпанк
Серйозно писати Дантек розпочав у 90-тих. Його перший роман La sirène rouge (Червона сирена) був опублікований в 1993 році в збірці Série noire. Роман здобув комерційний успіх і приніс автору премію Prix de l'Imaginaire. Класична кіберпанкова повість Là où tombent les anges (Там, де падають ангели) з'явилася друком того ж року в додатковому виданні Le Monde.
В 1988 році Дантек із родиною переїхав до Квебеку, де написав свій третій роман Babylon Babies (Вавилонські немовлята), в якому продовжується експлуатація характерних ще для «Там, де падають ангели» ідей виродження та апокаліпсису. Інтерес автора до цих ідей частково пояснюється його зацікавленістю у творчості французького філософа Жіля Дельоза та в шаманізмі.

### Полемічні твори
У 2000 році друком вийшла книга Le théâtre des opérations, journal métaphysique et polémique (Операційна, метафізичний та полеміний щоденник), а у 2001 році Laboratoire de catastrophe générale (Лабораторія загальної катастрофи). При написанні цих творів Дантек черпав натхнення у щоденнику французького романіста й поета Леона Блуа Belluaires et porchers (Воїни та свинопаси). Дантек в деталях досліджує нігілізм 20-го століття й малює жорстоку картину марнославства французького літературного середовища. Крім того щоденники є мішаниною думок і поглядів письменника на рок-музику, літературу, технологію, генетику, філософію та політику й відображають дедалі зрозстаючий інтерес автора до християнства.
Трилогія полемічних творів завершується книгою
American Black Box: Le théâtre des opérations 2002—2006 (Американська чорна скринька: Операційна 2002—2006).

### Християнський футуризм
Книга 2003 року Villa Vortex — Liber Mundi, I відкриває трилогію романів, в який переплетені метафізичні пошуки (езотеризм), новітня технологія та дослідження пост-людини. Дантек, мабуть, першим із французьких авторів визнає в цій книзі, що з подіями 9/11 в історії розпочалася нова ера.

## Громадянська позиція
Моріс Дантек змушує говорити про себе, займаючи однозначну різку позицію, яка нажила йому чимало недоброзичливців та ворогів. Він відверто описує себе як сіоніста та католицького футуриста. Як противники, так і прихильники творчості Дантека кваліфікують його як «реакціонера». Дантек відкрито виступає за відновлення смертної кари в Канаді, розхвалює Джорджа Буша за захист «вільного світу» від загрози «тероризму з боку радикального ісламу». Він пропагував за «ні» проекту європейської конституції на референдумі від 29 травня 2005 року. Дантек невтомно говорить про декаданс у Європі, пророкує майбутній цивілізаційний шок, руйнівне протистояння техно-наукового католицького Заходу й Ісламу.
Свою іміграцію до Канади він пояснює тим, що сучасна Франція занадто ліберальна, як на його смак.

## Твори
- La sirène rouge (Червона сирена)[7].
- Les racines du mal (Корені зла)[8].
- Babylon Babies (Вавилонські немовлята)[9].
- Villa Vortex[10].
- Cosmos Incorporated[11]
- Grande jonction (Велике перехрестя)[12]
- Artefact: Machines à écrire 1.0 (Артефакт: Машина для письма 1.0)[13].
- Comme le fantôme d'un jazzman dans la station Mir en deroute (Як привид джазмена на станції Мир на манівцях)

### Збірки
- Le théâtre des opérations (Операційна)[14].
- Dieu porte-t-il des lunettes noires ? (Чи носить бог чорні окуляри?)[15].

### Есе
- Le théâtre des opérations: journal métaphysique et polémique : 1999 (Операційна: метафізичний та полемічний щоденник:1999)[16].
- Laboratoire de catastrophe générale: Journal métaphysique et polémique 2000—2001 (Лабораторія загальної катастрофи: метафізичний та полемічний щоденник:2000-2001)[17].
- American Black Box: Le théâtre des opérations 2002—2006 (Американська чорна скринька: Операційна 2002—2006)[18]

### Оповідання
- Là où tombent les anges (Там, де падають ангели) published in a supplement of Le Monde the 21 September 1995 for the 50th anniversary of the collection Série noire'